# Сверхзвуковая крейсерская скорость
Сверхзвуковая крейсерская скорость, или Суперкрейсерская скорость (калька англ. cruise speed, англ. supercruise) — сверхзвуковая скорость движения воздушного судна на крейсерском режиме полёта.

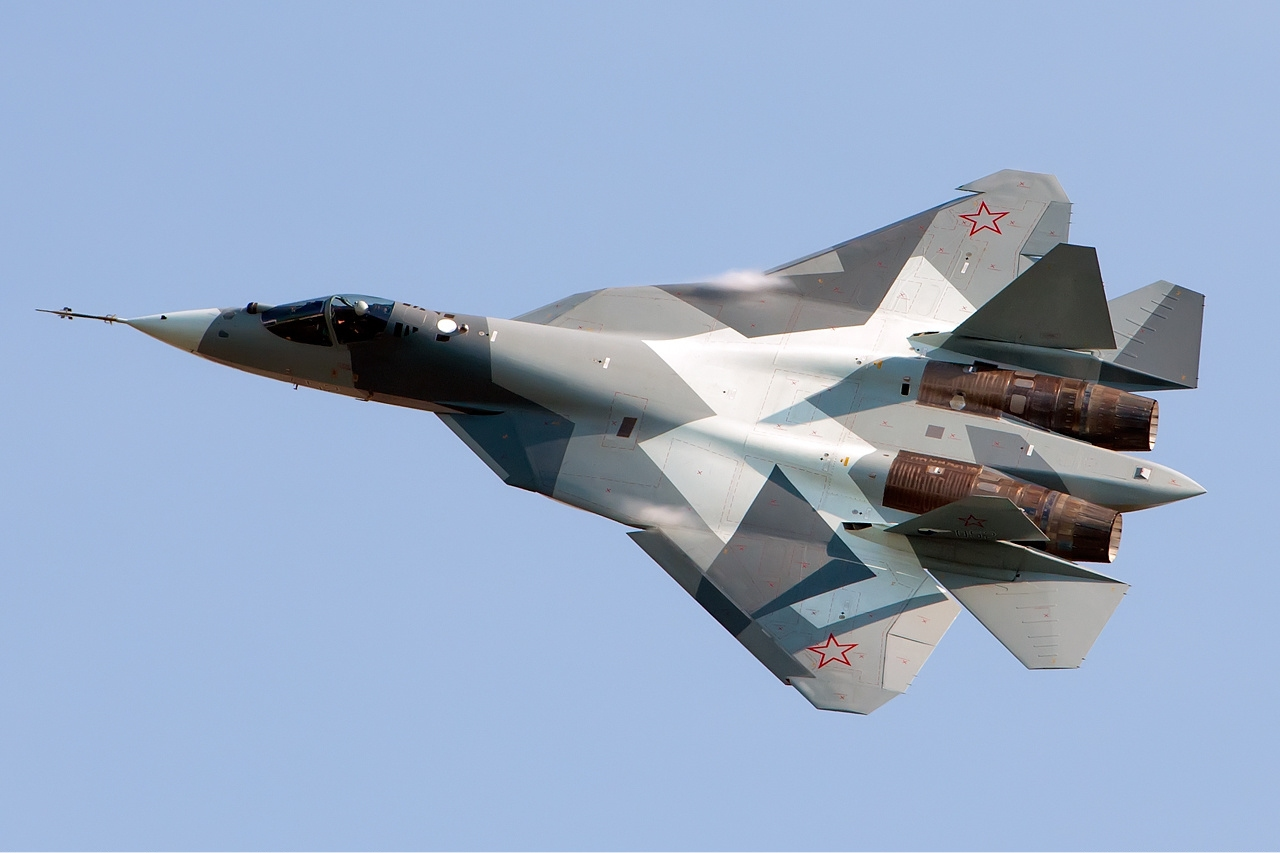
Перспективный самолёт фронтовой авиации Су-57 (Т-50). Оснащённый так называемыми «двигателями 2-го этапа», способен поддерживать режим суперкрейсерской скорости без форсажа

## Виды суперкрейсерской скорости
В зависимости от решаемых задач полёт может выполняться как за минимальное время (крейсерская скорость максимальна, время полёта минимально), так и на максимальную дальность полёта (крейсерская скорость минимальная, расход топлива на 1 км пути минимален). Существует третий режим — режим максимальной дальности и продолжительности полёта (оптимальное соотношение расхода топлива при минимальном времени полёта).

## История
Все сверхзвуковые самолёты имеют сверхзвуковую крейсерскую скорость, но не все их двигатели позволяют выполнять полёт на ней. Крейсерская скорость по планеру определяется как перпендикуляр к линии скорости в точке касания касательной из угла графика потребных и располагаемых тяг к линии потребной тяги. Крейсерский режим работы двигателя соответствует оборотам при которых расход топлива на килограмм тяги минимален, это приблизительно 94-97%. Полёт на максимальную дальность выполняется на крейсерском режиме работы двигателя на наивыгоднейшей скорости, при этом по мере выработки топлива высота растёт, происходит так называемый "полёт по потолкам". Полёт на максимальную дальность на сверхзвуковой крейсерской скорости должен выполняться на крейсерском режиме работы двигателя, теоретически это можно предположить, но практически это навряд ли возможно. При выполнении коммерческих рейсов в авиации крейсерская скорость имеет большое значение, так как позволяет выполнять полёты на максимальную дальность с наименьшим расходом топлива.
Одним из первых самолётов в истории авиации, выполнявших полёт на суперкрейсерской скорости, стал Ту-144, а несомненным лидером по проведённому количеству часов в воздухе на этом режиме — Конкорд. Сверхзвуковая крейсерская скорость Ту-144 составляла 2300 км/ч, а «Конкорда» — 2150 км/ч.

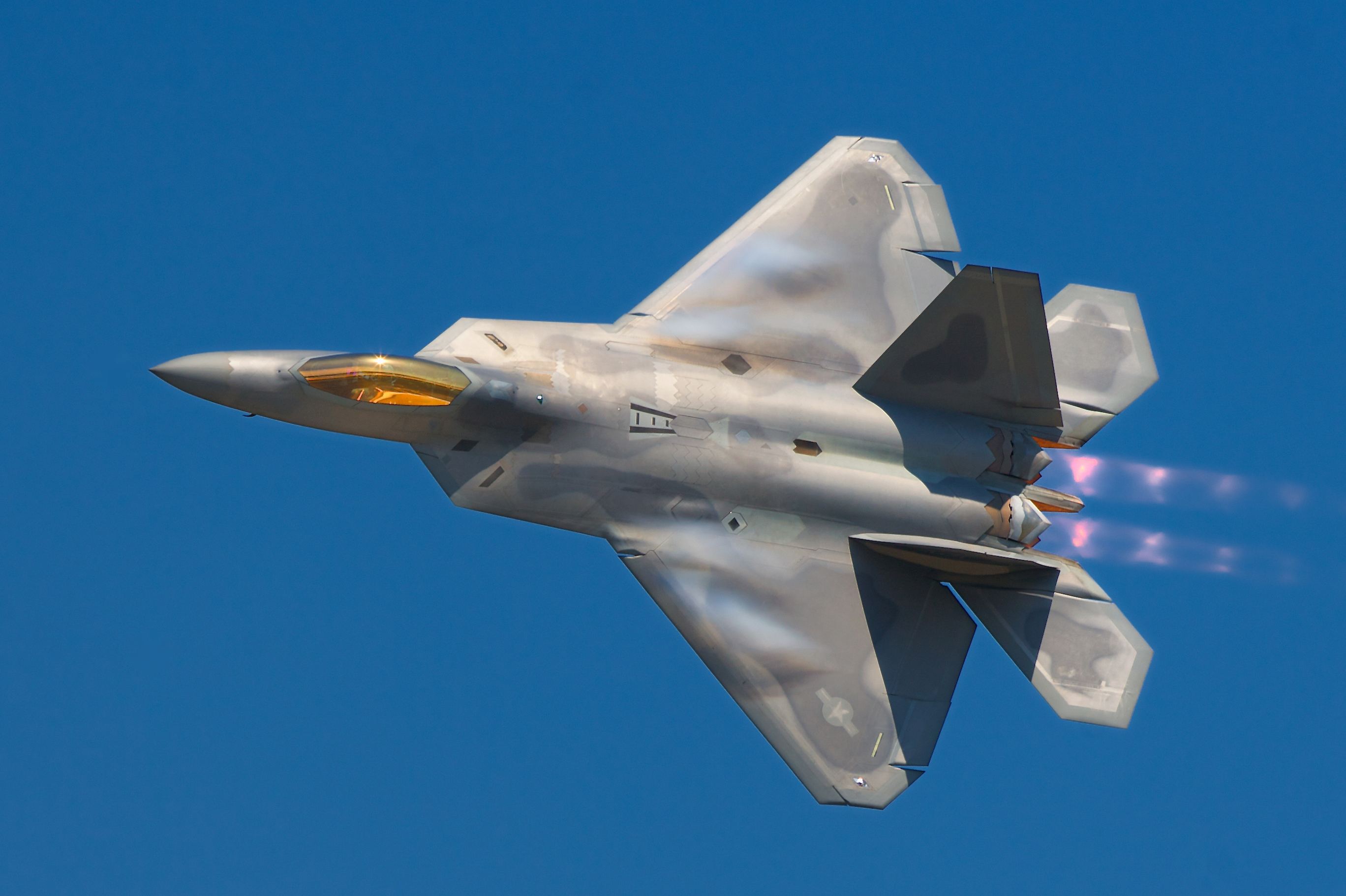
F-22 Raptor способен поддерживать режим суперкрейсерской скорости без форсажа

В военных разработках большое значение уделяется именно созданию двигателей, позволяющих самолёту поддерживать сверхзвуковую крейсерскую скорость на бесфорсажных режимах, поскольку форсаж приводит к повышенному расходу топлива и, как следствие, уменьшению времени для выполнения боевой задачи.
Подавляющее большинство военных самолётов не способны развивать число М более 1 в горизонтальном полёте с бесфорсажным режимом работы двигателей, более того сверхзвуковая скорость для многих из них не является крейсерской и может достигаться лишь на коротких участках полёта. МиГ-25 и Lockheed SR-71 Blackbird сконструированы для крейсерского полёта с большими числами М при включённом форсажном режиме двигателей, при этом конструкция их двигателей обеспечивает приемлемую дальность полёта. Дальность полёта МиГ-25 на крейсерской сверхзвуковой скорости 2500 км/ч (М=2,35) лишь на 230 км меньше, чем на дозвуковой.. Способность поддерживать сверхзвуковую скорость полёта без включения форсажа является обязательным требованием, предъявляемым к истребителю пятого поколения.
Максимальная скорость бесфорсажного полёта для военных самолётов принадлежит истребителю F-22 и составляет 1960 км/ч (М=1,82). Пассажирский сверхзвуковой самолёт «Конкорд» летал на бесфорсажном крейсерском режиме с числом М=2,02 на рекордную дальность более 7000 км. Такая возможность обеспечивалась за счёт относительно низкой степени сжатия в компрессоре двигателя равной 11:1. Низкая степень сжатия разгружает двигатель от излишней тепловой нагрузки на сверхзвуке, когда сжатие воздуха происходит за счёт торможения потока на входе, но делает его менее мощным и эффективным на дозвуковых скоростях, что компенсируется в «Конкорде» за счёт временного включения форсажа. При создании двигателя для военного самолёта конструкторы вынуждены обеспечивать высокие боевые характеристики на дозвуковых скоростях за счёт высоких степеней сжатия, в свою очередь, это делает двигатель излишне теплонагруженным при попытках обеспечить необходимую тягу для сверхзвукового полёта без включения форсажного режима.
Сложность сверхзвукового полёта без форсажа в том, что реактивный двигатель, поднимаясь на большую высоту в бесфорсажном режиме, активно теряет тягу, но температурный режим турбинных лопаток не позволяет подать достаточное количество топлива и сжечь весь поступающий кислород в камере сгорания, обеспечив прирост тяги. Например для полёта со скоростью М=1,1 на высоте 11000 м истребителю МиГ-29 с двумя ракетами Р-60МК требуется около 4800 кг тяги, в то время как максимальная бесфорсажная тяга его двигателей на этой высоте не превышает 2700 кг, а скорость не превышает М=0,96. Подача топлива в форсажную камеру дожигает избыток кислорода и увеличивает тягу в этой ситуации с 2700 кг до 7500 кг. Истребитель F-35 хоть и относится к пятому поколению, но способен поддерживать сверхзвуковую бесфорсажную скорость полёта М=1,2 лишь на протяжении 150 миль. Впервые сверхзвуковая скорость горизонтального полёта в бесфорсажном режиме двигателей была достигнута 5 августа 1954 года на экспериментальном самолёте Nord Gerfaut. Первым серийным самолётом способным на бесфорсажный сверхзвуковой полёт был истребитель-перехватчик English Electric Lightning, его максимальная скорость в горизонтальном полёте без режима форсажа достигала М=1,2.

## Самолёты с возможностью бесфорсажного сверхзвука
Военные
- English Electric Lightning
- F-22 Raptor
- JAS 39E/F
- Eurofighter Typhoon
- Dassault Rafale
- Су-35
- Су-57

Прототипы
- TSR-2[англ.]
- XB-70[11]
- YF-17
- F-16XL[англ.]
- YF-23

Гражданские
- Конкорд
- Ту-144Д